# Nötholm (Kumlinge, Åland)
Nötholm är en halvö i Åland (Finland). Den ligger i den östra delen av landskapet, 60 km nordost om huvudstaden Mariehamn. Nötholm ligger på ön Björkö.